# NPG Music Club
Az NPG Music Club Prince hivatalos weboldala volt, amelyen 2001 és 2005 között adott ki dalokat.

## Volume 1
Az NPG Music Club Volume 1 2001. február 18-án jelent meg.

### NPG Ahdio Show
- Introduction – Tora Tora
- "The Juice" – Carmen Electra
- "Gothic Metal (Instr.)" – Jacob Armen
- Segue – Tora Tora
- "Love Sign (Ted’s Funky Chariot Remix)" – Prince és Nona Gaye
- Segue – Tora Tora
- "When Eye Lay My Hands On U" – Prince
- Segue – Tora Tora
- "High" – Prince
- Segue – Rhonda Smith
- "Calling To Say Goodbye" – Rhonda Smith
- Segue – Rhonda Smith
- "To The Teeth" – Ani DiFranco
- "Mother Earth" – Rhonda Smith
- "Spanish Coloured Romance" – Cindy Blackman
- Segue – Morris Hayes
- "My Medallion" – Prince
- Segue
- "Golden Parachute" – Prince
- "Passing Your Name" – DVS
- "Kamasutra Overture #8 (Remix)" – NPG Orchestra
- Segue – Montalbo's Hair Studio (Commercial)
- "Dance Un2 The Rhythm (Remix)" – Louie Louie
- "I Like It There" – Prince
- Segue – Tora Tora
- "Days of Wild" (Live at Paisley Park, 23 October 1999) – Prince

### Audió
- "When Eye Lay My Hands On U" – Prince
- "Peace" – Prince and the New Power Generation
- "Funky Design" – Prince
- "Mad" – Prince
- "Splash" – Prince and the Revolution

### Videó
- "U Make My Sun Shine" – Prince és Angie Stone
- "When Eye Lay My Hands On U" – Prince

## Volume 2
Az NPG Music Club Volume 2 2001. március 22-én jelent meg.

### NPG Ahdio Show
- Intro – Salome
- "Groove On (Baby Let's Go)" – Larry Graham
- Speech – Salome
- "Silicon" – Prince
- "Circle of Amour" – Prince
- Salome Introduction
- "We March (Live)" – Prince & The NPG
- "Vicki Waiting (Live)" – Prince & The NPG
- "Letitgo (Live)" – Prince & The NPG
- Jazz Segue – Salome
- NPGMC Promo Jingle / Speech
- Segue – Femi Jiya
- "Rowdy Mac" – The Fonky Baldheads
- "Fonky Like a" -The Fonky Baldheads
- "Can You Say Love" – Derek Hughes
- "Soul Sanctuary" – Prince
- "1, 2 ('The Future')" – Prince
- Segue – Femi Jiya interjú
- "My Computer" – Prince
- Segue – NPG Audio
- "Crazy Fingers" – Jacob Armen
- "Dinner with Delores" – Prince
- Instrumental Extro
- Segue – NPG Audio

### Audió
- "We March (Live)" – Prince & The NPG
- "Vicki Waiting (Live)" – Prince & The NPG
- "Letitgo (Live)" – Prince & The NPG
- "Return of The Bump Squad (Live)" – Prince & The NPG

### Videó
- "Controversy/Mutiny (Live)" – Prince
- "The Daisy Chain" – Prince & The NPG

## Volume 3
Az NPG Music Club Volume 3 2001. április 22-én jelent meg.

### NPG Ahdio Show
- "Murph Drag" – The Time
- "The Ballad of Dorothy Parker" – Prince
- "The Work (Part 1)" – Prince
- "Superfunkycalifragisexy (Instr.)" – Prince
- "Intellipop (Instr.)" – Rhonda Smith
- "Dandelion" – Millenia
- "Imagine That" – Ani DiFranco
- "O.K." by Ani DiFranco
- "America (Live '86)" – Prince & The Revolution
- Segue – "Do It Right"
- "Chaos and Disorder" – Prince
- "Sex Me, Sex Me Not" – Prince
- Segue
- "Eye'magettin'" – Larry Graham
- "Northside" – Prince
- Extro

### Audió
- "Northside" – Prince
- "Habibi" – Prince
- "The Work, Pt. 1" – Prince
- "The Daisy Chain" – Prince & The NPG

## Volume 4
Az NPG Music Club Volume 4 2001. május 15-én jelent meg.

### NPG Ahdio Show
- "Props N' Pounds" – Prince
- Segue – "Celebration" The Rainbow Children + Greatest Hits bejelentése
- "Christopher Tracy's Parade (Live)" – Prince and the Revolution
- "New Position (Live)" – Prince and the Revolution
- "I Wonder U (Live)" – Prince and the Revolution
- "Raspberry Beret (Live)" – Prince and the Revolution
- "Delirious (Live)" – Prince and the Revolution
- "Controversy (Live)" – Prince and the Revolution
- "A Love Bizarre (Live)" – Prince and the Revolution
- "Hit U in the Socket" – Rosie Gaines
- "Strange Relationship (Live)" – Prince
- "Get Wild (Live)" – Prince & The NPG
- "Damn U (Live)" – Prince & The NPG
- "The Max (Live)" – Prince & The NPG
- Segue – Hirdetés
- "This Crazy Life of Mine" – Chaka Khan
- Segue – Hirdetés
- "Johnny (Live)" – Prince & The NPG
- Segue
- Extro

### Audió
- "Props N' Pounds" – Prince
- "Hit U in the Socket" – Rosie Gaines
- "Sex In My Bones" – The Fonky Bald Heads

### Videó
- "Get Wild (Per4mance)" – The NPG
- "The Work, Pt. 1 (Live)" – Prince
- "I Could Never Take The Place of Your Man / Summertime (Live)" – Prince
- "The Ballad of Dorothy Parker / Four (Live)" – Prince

## Volume 5
Az NPG Music Club Volume 5 2001. június 11-én jelent meg.

### NPG Ahdio Show
- Intro – Salome
- "The Rainbow Children" – Prince
- "Pop My Clutch" – Chaka Khan
- Segue – Salome
- "Family Name" – Prince
- "Race (Alt.)" – Prince
- Segue – Salome
- "Sometimes It Snows in April" – Prince and the Revolution
- Segue – Salome
- "Eye Hate U (Quiet Nite Mix)" – Prince
- "Heaven Must Be Near" – Ingrid Chavez
- Segue
- "The Most Beautiful Girl In The World (Mustang Mix)" – Prince
- Segue – Geneva
- "The Future (William Orbit Remix)" – Prince
- Segue – Geneva
- "The Good Life (Big City Remix)" – The NPG
- "The Digital Garden" – Prince
- "Deep" – N'Dambi
- Segue – Geneva
- "Goldie's Parade" – The NPG
- "Violet The Organ Grinder" – Prince
- Segue
- "Six" – Madhouse
- "Seven" – Madhouse
- "Eight" – Madhouse
- Extro

### Audió
- "Sex Me, Sex Me Not" – Prince
- "Supercute" – Prince
- "Y Should Eye Do That When Eye Can Do This?" – Prince¤

### Videó
- "Prettyman (Live)" – Prince and the NPG
- "Baby Knows (Live)" – Prince
- "The Ride (Live)" – Prince

## Volume 6
Az NPG Music Club Volume 6 2001. július 7-én jelent meg.

### NPG Ahdio Show
- Intro: Celebration 2001 thank U's 
  - "We gon' make it funky" – Maceo Parker
  - "The light" – Maceo Parker
  - "Alright with me" – Erykah Badu
  - "Throw your hands up" – Fonky Baldheads
  - "Jerk out" – The Time
  - "How come U don't call me" – Alicia Keys
  - "Give it up or turn it loose / Sex machine" – Common
- "(Get) Her Way" – Kip Blackshire
- "U Can Touch Me" – Autobox
- "Dance with Me" – Kip Blackshire
- SEGUE
- "Baby Knows" – Prince
- Segue – Salsa and peppers Intro (Jacob Armen)
- "Get Wild (Money Maker Funky Jazz Mix)" – The NPG
- "Asswhuppin' in a trunk (Instr.)" – Madhouse
- "Blood is thicker than time" – Mavis Staples
- Segue
- "Rock 'n' Roll is Alive! (and it lives in Minneapolis)" – Prince
- Segue
- "Cream (NPG Mix)" – Prince and the NPG
- "Things Have Gotta Change (Tony M. Rap)" – Prince and the NPG
- "My Name Is Prince (House Mix)" – Prince and the NPG
- Segue
- "2 Whom It May Concern" – Prince and the NPG
- "The Other Side of the Pillow" – Prince
- "The One (Remix)" – The NPG
- Outro

### Audió
- "S&M Groove" – Prince
- "Van Gogh" – Prince
- "Hypno Paradise" – Prince
- "Instrumental" – Prince

### Videó
- "Endorphinmachine (Live)" – Prince
- "One Song" – Prince

## Volume 7
Az NPG Music Club Volume 7 2001.augusztus 28-án jelent meg.

### NPG Ahdio Show
- Intro ("Judas Kiss" – Prince)
- "The good life (Platinum People Mix)" – The NPG
- "Shall we dance" – Brownmark
- "Kain't turn back" – Mavis Staples
- "Higher than high" – Tony LeMans
- "High" – Prince
- "Good Judy girlfriend" – Carmen Electra
- Segue – NPG Ahdio
- "100 M.P.H" – Mazarati
- Segue
- Prince and the Revolution:
  - "Automatic"
  - "DMSR"
  - "The Dance Electric"
- Segue – NPG Ahdio
- "The drama" – Chaka Khan
- "Whispering dandelions" – Ingrid Chavez
- "Standing at the altar" – Margie Cox
- Segue
- "The greatest romance ever sold (Jason Nevin Ext. Remix)" – Prince
- Outro ("Judas Kiss" – Prince)

### Audió
- "Judas Kiss" – Prince
- "Get Wild (Miami Mix)" – The NPG
- "Horny Pony" – Prince and the NPG
- "Golden Parachute (Long Version)" – Prince¤

### Videó
- "Bambi (Live)" – Prince and the NPG

## Volume 8
Az NPG Music Club Volume 8 2001. szeptember 28-án jelent meg.

### NPG Ahdio Show
- Intro:
  - "Love, Thy will be done (Prince Mix)" – Martika
  - "Eye No" – Prince
  - "The Cross" – Prince
  - "The Plan" – The NPG Orchestra
- "The Plan" – The NPG Orchestra
- "Anna Stesia" – Prince
- "Elephants and Flowers" – Prince
- "Eye Wish U Heaven" – Prince
- "Love, Thy will be Done (Prince Mix)" – Martika
- "Pearls B4 the swine" – Prince
- "7 (Acoustic Version)" – Prince and the NPG
- "Space (Universal Love Remix)" – Prince
- "Still would Stand all time" – Prince
- "Into the Light" – Prince
- "I Will" – Prince
- "The Holy River" – Prince
- Outro:
  - "The Plan" – The NPG Orchestra
  - "Positivity" – Prince

### Audió
- "My Medallion" – Prince
- "Thieves In The Temple (Remix) – Prince
- "Rebirth of the Flesh (Rehearsal '88) – Prince
- "Contest Song (Instrumental)" – The NPG¤

### Videó
- "If I Was Ur Girlfriend (Live)" – Prince and the NPG

## Volume 9
Az NPG Music Club Volume 9 2001. október 16-án jelent meg és a The Rainbow Children album letölthető verzióját tartalmazta.

## Volume 10
Az NPG Music Club Volume 10 2001. november 15-én jelent meg.

### NPG Ahdio Show
- "The Rainbow Children/Last December"
- "(Jukebox with a) Heartbeat" – Prince
- "The Stick (Updated Version)" – The Time
- "Do it all night" – Prince
- Segue – Pay Girl Rap
- Segue – "Release It!" Intro
- "Jungle Jazz" – Jacob Armen
- "Willing and able" – Prince & The NPG
- "Northside Jam (Rehearsal/Live)" – The NPG
- "Real thing" – Tony LeMans
- "Love on a blue train (Live)" – Sheila E.
- Live NY – Prince:
  - "Let's Go Crazy"
  - "Kiss
  - "Irresistible Bitch"
  - "She's Always In My Hair"
  - "When You Were Mine"
  - "Insatiable"
  - "Scandalous"
- Outro

### Audió
- "Vavoom" – Prince
- "Underneath the Cream" – Prince
- "Live 4 Love (Live)" – Prince and the NPG
- "The Undertaker (Live)" – Prince
- "We Gon' Make It Funky (Live)" – Maceo Parker and Prince¤

### NPGMC "Contest Song"
- "Where Are Your Dandelions?" – Dana D.
- "How Could I Love You More?" – Miles Rivers
- "No War" – The Muse

### Videó
- "Live 4 Love (Live)" – Prince and the NPG
- "The Undertaker (Live)" – Prince and the NPG
- "Love Sign" – Prince és Nona Gaye
- "We Gon' Make It Funky (Live)" – Maceo Parker és Prince

## Volume 11
Az NPG Music Club Volume 11 2001. december 15-én jelent meg.

### NPG Ahdio Show
- Intro
- "New Power Soul" – The NPG
- "Face Down (X-tended Rap Money Mix)" – Prince
- "18 & Over" – Prince
- "My Medallion" – Prince
- "Groove On" – Larry Graham
- "Mad Sex" – The NPG
- "Gett Off" – Prince and the NPG
- "I Rock, There4 I Am"
- "Partyup" – Prince
- "Controversy" – Prince
- "Peace" – The NPG
- Outro

### Audió
- "Gamillah" – Prince
- "Silicon" – Prince
- "High" – Prince
- "Poorgoo (Live)" – Prince
- "Gett Off (Live)" – Prince and the NPG

### Videó
- "Poor Goo (Live)" – Prince
- "Dolphin" – Prince
- "Gett Off (Live)" – Prince and the NPG

## Volume 12
Az NPG Music Club Volume 12 2002. január 17-én jelent meg.

### NPG Ahdio Show
- Intro
- Mega-Mix by DJ Dudley D:
  - "The human body"
  - "Hot with U"
  - "New World"
  - "Partyman"
  - "Raspberry beret" (12" Remix)
  - "High"
  - "Undisputed (The Moneyopolis Mix)"
  - "Prettyman"
  - "The Work, Pt. 1"
- "The Question of U" (élő/próba)
- "Face Down/The Undertaker" (élő/próba)
- "Courtin' Time" (élő/próba)

### Audió
- "A Case of U" – Prince
- "Breathe" – Prince
- "Madrid 2 Chicago" – Prince
- "Anotherloverholenyohead (Live)" – Prince and the Revolution
- "Face Down (Per4mance)" – Prince and the NPG
- "U're Gonna C Me" – Prince
- "Here On Earth" – Prince
- "One Nite Alone" – Prince

### Videó
- "Anotherloverholenyohead (Live)" – Prince and the Revolution
- "Face Down (Per4mance)" – Prince and the NPG
- "Prince – Musical Portrait"

## 2003
- Xpectation
- C-Note

## 2004

### Március
- "Bataclan"
- "Controversy (Live in Hawaii)"
- The Slaughterhouse
- The Chocolate Invasion

### Április
- "Magnificent"
- "Reflection (Live)" (Video)

### Július
- "The United States of Division"
- "Silver Tongue (Demo)"

### Szeptember
- "Musicology (Live, Much Music)" (Video)
- "Kiss (Live, Much Music)" (Video)
- "D.M.S.R. (Live, Much Music)" (Video)

### Október
- "San Jose Jam (Live)"
- "Glass Cutter (Demo)"

## 2005

### Március
- "Live from Paisley Park"
- "Strange Relationship (Live)"
- "Satisfied (Live)"

### Április
- "Glasscutter"

### Szeptember
- "S.S.T." kislemez